# Noorwegen
Noorwegen, officieel het Koninkrijk Noorwegen (Noors: Kongeriket Norge (Bokmål), Kongeriket Noreg (Nynorsk); Noord-Samisch: Norgga gonagasriika; Lule-Samisch: Vuona gånågisrijkka; Zuid-Samisch: Nöörjen gånkarijhke, Kveens: Norjan kuninkhaanvaltakunta), is een land in Noord-Europa. Noorwegen ligt op het westelijk deel van het Scandinavisch Schiereiland en grenst aan Zweden, Finland en Rusland. Het Verenigd Koninkrijk en de Faeröer liggen ten westen aan de andere kant van de Noordzee en Denemarken ligt ten zuiden aan de overzijde van het Skagerrak. Ook de noordelijke eilandengroep Spitsbergen en het eiland Jan Mayen zijn deel van het Noorse koninkrijk. De Antarctische gebieden Bouvet, Peter I-eiland en Koningin Maudland vallen onder Noors bestuur, maar horen niet tot het koninkrijk.
Noorwegen heeft een oppervlakte van 385.207 km² (inclusief Spitsbergen). Door het relatief lage inwonertal van ongeveer 5 miljoen bedraagt de bevolkingsdichtheid circa 13 per km² (exclusief Spitsbergen: 16 per km²) en is Noorwegen na IJsland en Kazachstan het dunstbevolkte land van Europa. Grote delen van het land worden gedomineerd door natuur; bossen, fjorden, gletsjers en meren zijn kenmerkend voor het Noorse landschap.
Volgens het middeleeuwse Flateyjarbók zou Noorwegen vernoemd zijn naar de legendarische koning Nor. Hoewel de geschiedenis van het koninkrijk Noorwegen teruggaat tot de slag om Hafrsfjord uit 872 en de Noorse Grondwet stamt van 1814, is Noorwegen in zijn huidige staat pas onafhankelijk sinds de ontbinding van de Zweeds-Noorse Unie in 1905. Noorwegen heeft twee volksliederen: een burgerlijk volkslied (Ja, vi elsker dette landet) en een koninklijk volkslied (Kongesangen, ook wel Gud sign vår konge god genoemd).
De hoofdstad van Noorwegen is Oslo. Andere grote steden zijn Bergen, Trondheim, Stavanger, Tromsø en Kristiansand. Noorwegen is rijk aan gas- en olievelden, die samen met enkele andere bodemschatten, de scheepvaart en de handel de pijlers van de economie vormen. Noorwegen heeft het op een na hoogste bbp per hoofd van de bevolking ter wereld en werd door de VN al meerdere malen uitgeroepen tot meest ontwikkelde land.
Noorwegen is een parlementaire constitutionele monarchie. De huidige koning is Harald V. De huidige premier is Jonas Gahr Støre, die aan het hoofd staat van een minderheidscoalitie van de Arbeiderpartiet en de Senterpartiet. Bestuurlijk is het land opgedeeld in 15 fylker en enkele honderden gemeenten. Op internationaal vlak is Noorwegen medeoprichter van de VN, de NAVO, de Raad van Europa en de Noordse Raad en verder lid van onder andere de EER, de WTO en de OESO. Het land is geen lid van de Europese Unie, maar wel van de Schengenruimte.

## Geschiedenis

### Prehistorie

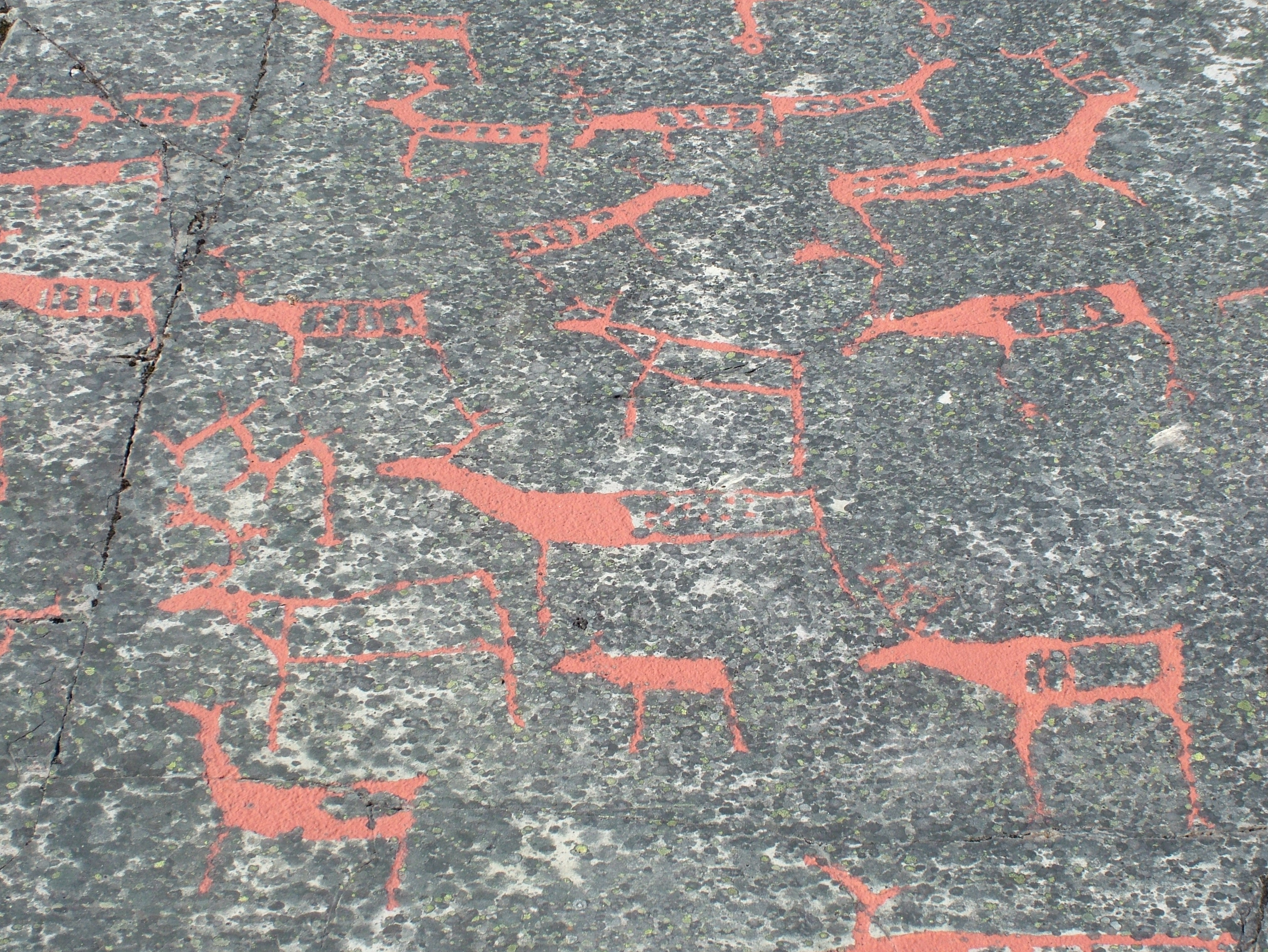
Prehistorische rotstekeningen van rendieren, Rotskunst van Alta

De oudste op Noors grondgebied gevonden gebruiksvoorwerpen stammen uit 10.500 v.Chr; zij werden opgegraven in de omgeving van Øygarden. Rond deze tijd was het westen van Noorwegen ijsvrij en dus geschikt voor bewoning. Stenen werktuigen die bij een opgraving in de omgeving van Rennesøy werden gevonden worden rond 10.000 voor Christus gedateerd.
In de provincies Finnmark en Møre og Romsdal zijn sporen van menselijke bewoning gevonden, die dateren van 8000 à 9000 v.Chr. Vondsten uit een latere periode geven aan dat rond 4000 v.Chr een nieuwe groep mensen Noorwegen binnentrok. Uit de vondsten valt af te leiden dat dit rendierjagers waren. Uit deze periode stamt ook een grafmonument dat in Østfold gevonden is. Later trokken groepen bewoners die behoorden tot de zogenaamde Nøstvet- en Lihultcultuur Noorwegen binnen en nog weer later vestigde zich de pitted-warecultuur, vooral in het zuiden van Noorwegen, waar ook de bootbijlcultuur zich ontwikkelde.
Uit archeologische vondsten is gebleken dat de bewoners van Noorwegen tijdens het Romeinse Keizerrijk handel dreven met de Romeinen. Gedurende het verval van het Romeinse Rijk in de derde tot de vijfde eeuw werden de handelsrelaties met Zuid-Europa verbroken.

### Vikingtijd tot en met de middeleeuwen

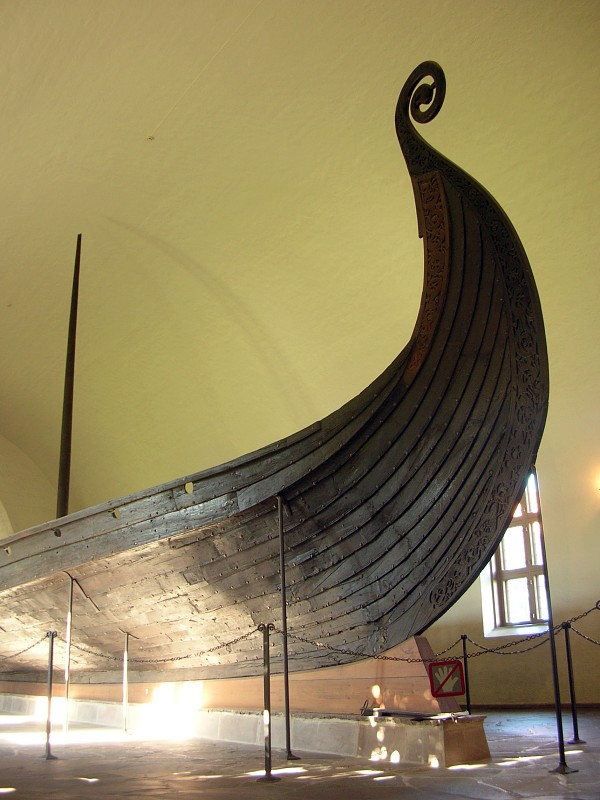
Het Osebergschip, tentoongesteld in het Vikingskipshuset in Oslo

De periode van 800 tot 1066 wordt in de Noorse geschiedenis aangeduid als de Vikingtijd, genoemd naar de Vikingen, die er in die periode met hun Vikingschepen op uit trokken om de wereld te verkennen, handel te drijven, oorlog te voeren en te plunderen. Noorse bronnen voor deze periode stammen vooral uit de twaalfde en dertiende eeuw. Het begin van de Vikingtijd valt samen met het ontstaan van de Noorse monarchie. Tot 872 waren er op het huidige Noorse grondgebied ongeveer 30 koninkrijken, die in die tijd door de eerste Noorse koning, Harald Schoonhaar werden verenigd. Historici nemen tegenwoordig aan dat Harald vooral over de kuststreken van Noorwegen regeerde en dat na diens dood zijn gebied weer uiteenviel in kleinere bestuurseenheden, die door verschillende edellieden werden bestuurd.
In het begin van de elfde eeuw werd het christendom in Noorwegen geïntroduceerd. Koning Olaf II (995-1030) trachtte de Noren te bekeren, maar moest deze poging met de dood bekopen. Hij liet in 1023 een stenen kruis oprichten in Voss, waar het vandaag de dag nog steeds te bekijken is. Olaf zou later heilig verklaard worden en de schutspatroon van Noorwegen worden. Aan het einde van de elfde eeuw was het christelijk geloof de enige toegestane religie in deze gebieden geworden. Rond die tijd was het Noorse koninkrijk een stevige - zij het administratief gezien nog primitieve - eenheid. Enkele Noorse steden kwamen in die tijd tot bloei: Oslo, Trondheim (Nidaros), Bergen (Bjorgvin) en Tønsberg. In 1066 kwam er - naar historici in het algemeen menen - een einde aan de Vikingtijd toen Harald Sigurdsson een onsuccesvolle poging ondernam om Engeland te veroveren, waarbij hij sneuvelde. De lotgevallen van deze Harald werden door Snorri Sturluson opgetekend in diens Morkinskinna.
De Noorse koning Sigurd Jorsalfare was de eerste Europese koning die op kruistocht ging. Hij vertrok in 1107 uit Noorwegen en vocht tegen de moslims in Spanje, Lissabon, de Balearen en Palestina. In 1110 nam hij samen met koning Boudewijn I van Jeruzalem de stad Sidon in. Na thuiskomst regeerde hij met harde hand en voerde onder andere een belastingstelsel in. Na zijn dood ontstond er grote onenigheid rond de opvolging van Sigurd, die alleen een dochter had nagelaten. Dit vormde de inleiding tot een burgeroorlog, die Noorwegen van 1130 tot 1240 in zijn greep zou houden. In dat jaar beslechtte Haakon Haakonson de strijd in zijn voordeel en werd koning van een opnieuw verenigd Noorwegen.
Noorwegen was een zelfstandig koninkrijk van de negende eeuw tot 1397, toen het deel werd van de Unie van Kalmar met Denemarken en Zweden.

### Moderne tijd

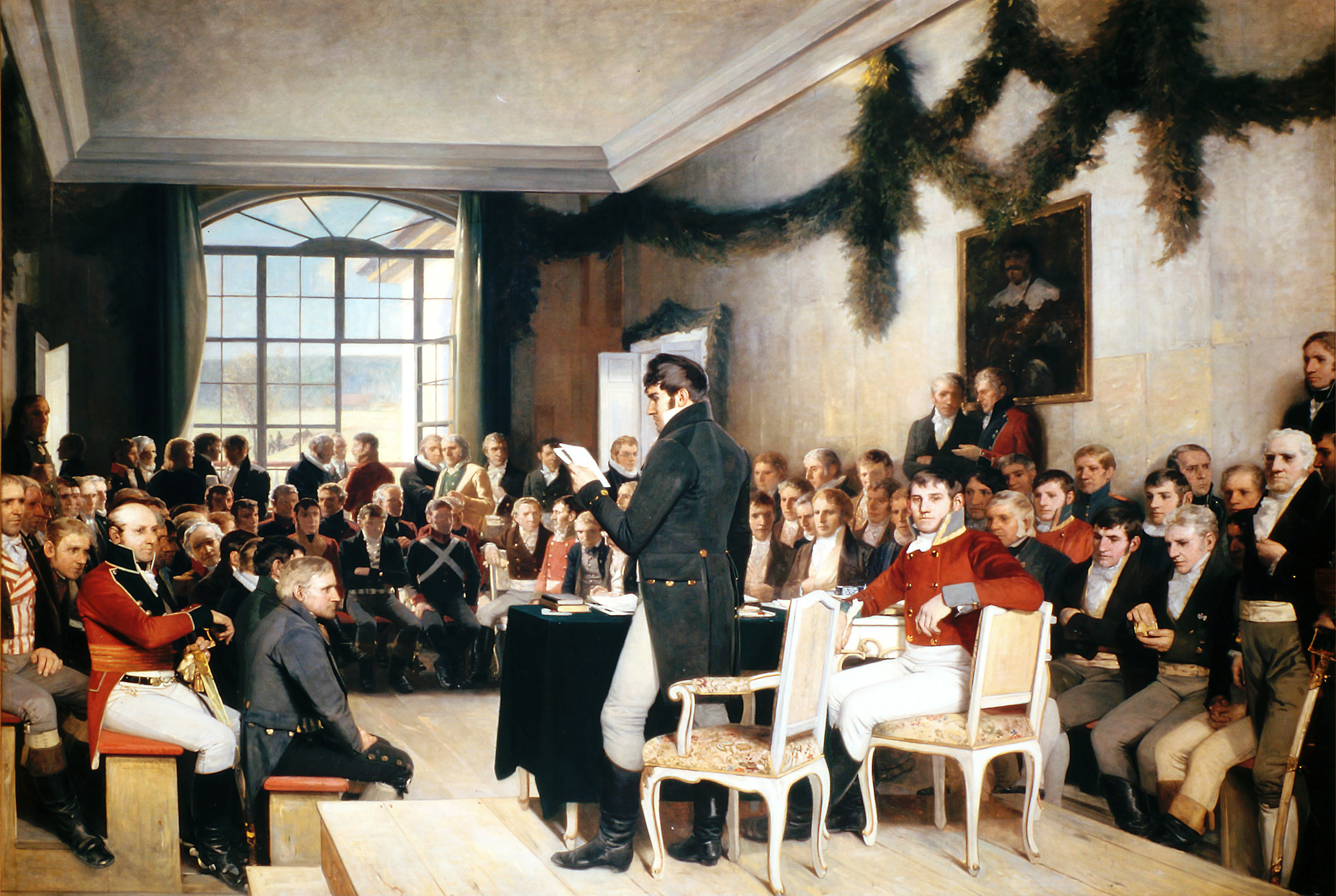
De Noorse Grondwet, aangenomen in 1814, gaf Noorwegen meer autonomie

Toen Zweden in 1521 de Unie van Kalmar verliet, werd Noorwegen al snel een provincie van Denemarken (Koninkrijk Denemarken en Noorwegen). Het bleef onder Deens gezag tot het in 1814 overging in Zweedse handen (Unie tussen Zweden en Noorwegen). Noorwegen kreeg toen een eigen grondwet en meer zelfbestuur. In 1905 werd Noorwegen weer een onafhankelijke staat, met koning Haakon VII als staatshoofd. Tijdens de Eerste Wereldoorlog wist het neutraal te blijven, mede dankzij een sterke zeemacht die de kusten kon verdedigen.
In de jaren twintig van de twintigste eeuw bezette Noorwegen Jan Mayen en kreeg het - in het Spitsbergenverdrag - de soevereiniteit over de Arctische archipel van Spitsbergen.
In april 1940 werd het land door nazi-Duitsland bezet. Deze bezetting duurde tot de capitulatie van Duitsland in mei 1945.
De Noorse bevolking heeft tot twee keer toe in een referendum het lidmaatschap van de Europese Unie afgewezen.

## Geografie

### Geografisch overzicht

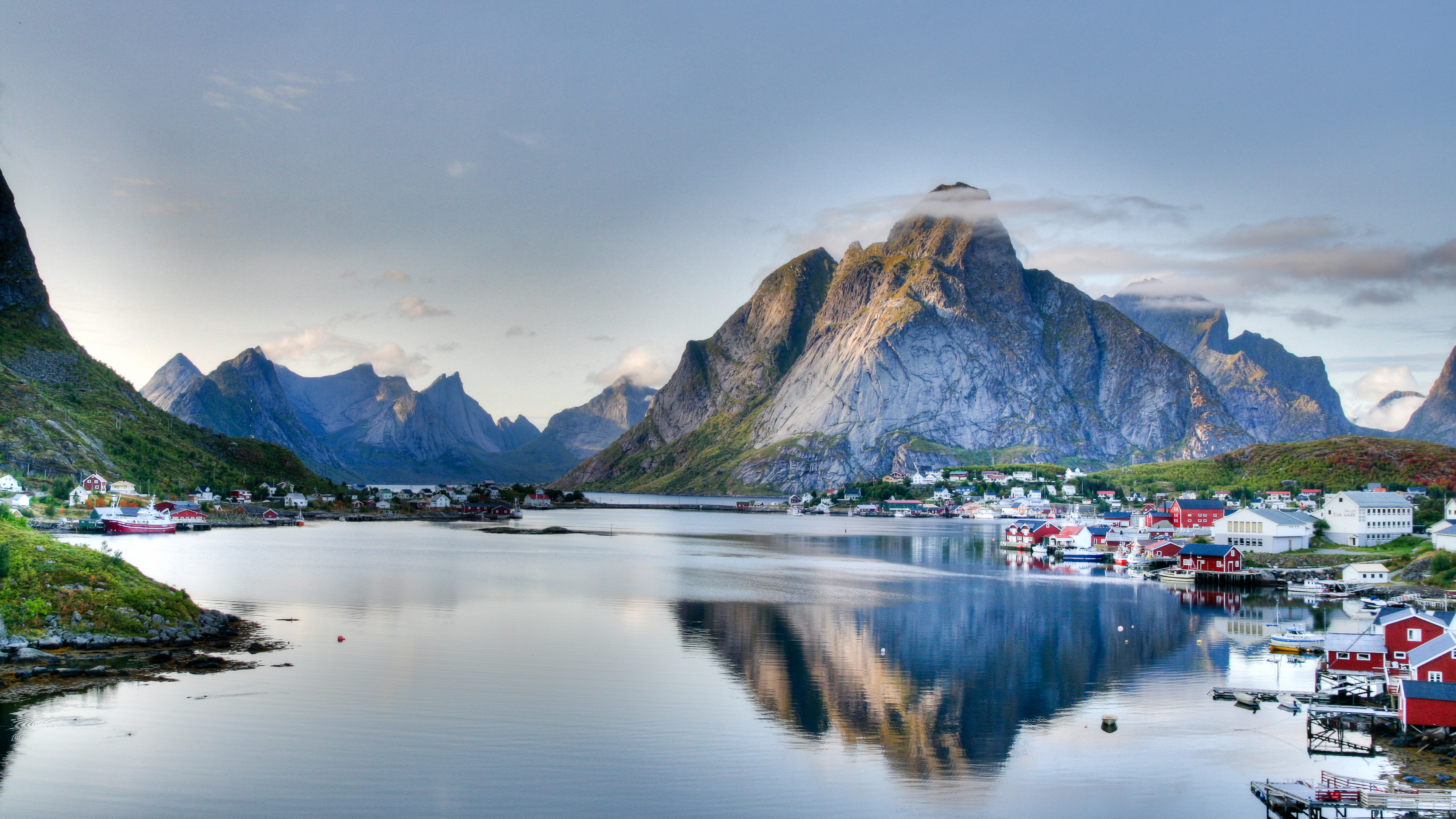
Reine op Lofoten

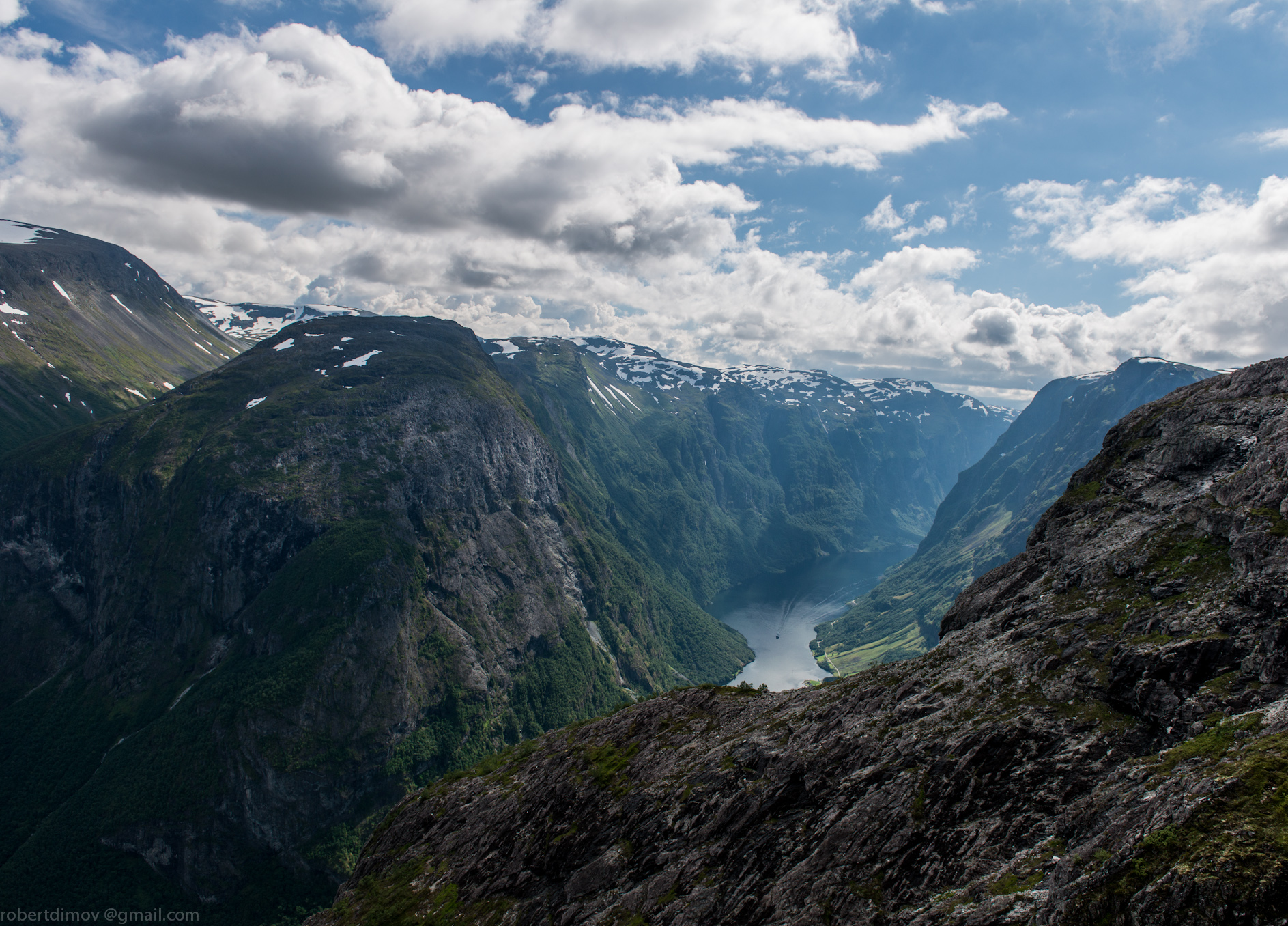
De Nærøyfjord

Noorwegen ligt in Noord-Europa en beslaat het westelijke deel van Scandinavië. In het oosten zijn er landgrenzen met, klokgewijs, Rusland (196 km), Finland (727 km) en Zweden (1619 km). In het noorden, westen en zuiden grenst het land aan de Barentszzee, de Noorse Zee, de Noordzee en het Skagerrak.
Tot het land Noorwegen behoren de eilandengroep Spitsbergen en het eiland Jan Mayen in de Noordelijke IJszee, evenals het eiland Bouvet in de Zuidelijke IJszee. Noorwegen eist tevens een deel op van Antarctica (Koningin Maudland en Peter I-eiland).
Continentaal Noorwegen is lang en smal. Als Noorwegen denkbeeldig om zijn zuidelijkst gelegen gemeente Lindesnes zou worden gedraaid, zou de Noordkaap (het noordelijkste punt) bij Rome komen te liggen. In Nordland, bij Hellemobotn (Tysfjord), is de afstand tussen het eind van de fjord en de grens met Zweden slechts 6,3 km.
| Langste fjorden                           | Langste fjorden |
| Naam                                      | Lengte          |
| ----------------------------------------- | --------------- |
| Sognefjord (Solund–Skjolden)              | 204 km          |
| Hardangerfjord (Bømlo–Odda)               | 179 km          |
| Trondheimfjord (Agdenes–Steinkjer)        | 126 km          |
| Porsangerfjord (Sværholtklubben–Brennelv) | 123 km          |
| Storfjord (Hareidlandet–Geiranger)        | 110 km          |

Noorwegen heeft een zeer lange kustlijn. Inclusief fjorden, kleine voor de kust gelegen eilanden en andere inhammen is de kustlijn minstens 25.000 km lang. Zonder fjorden is de kustlijn veel korter, maar wanneer ook de vorm van individuele rotsblokken meegenomen zou worden dan is de kustlijn juist nog langer. Met hoe meer detailniveau er gemeten wordt hoe langer de kustlijn blijkt te zijn. Dit wordt de kustlijnparadox genoemd.
De kust is omzoomd met eilanden (in het bijzonder de eilandengroepen Lofoten en Vesterålen) en talrijke diep gekartelde fjorden. De Sognefjord, Hardangerfjord, Trondheimfjord en Porsangerfjord zijn de langste. De Geirangerfjord is de bekendste en maakt, samen met de Nærøyfjord, deel uit van de werelderfgoedlijst van de UNESCO. Verder telt Noorwegen een groot aantal gletsjers. Jostedalsbreen heeft zijarmen als onder andere de Nigardsbreen en de Briksdalsbreen en is de grootste gletsjer van het Europese continent. Andere bekende gletsjers zijn Svartisen en de Folgefonnagletsjer.
Noorwegen wordt vrijwel in zijn geheel beheerst door het Scandinavisch Hoogland. Hoge plateaus zijn onder meer de Dovrefjell en de hoogvlakte Hardangervidda. Het hooggebergte van Noorwegen is Jotunheimen met de gebergten Hurrungane en Breheimen. In dit deel bevinden zich de hoogste toppen, zoals de Galdhøpiggen met 2469 meter en de Glittertind van 2454 meter. Aardverschuivingen in 1905, 1934 en 1936 veroorzaakten in het zuidwesten van Noorwegen in de meren verwoestende vloedgolven, waarbij in totaal 175 doden en tientallen gewonden vielen naast grote materiële schade aan huizen en infrastructuur (de thrillerfilm The Wave uit 2015 is hierop mede gebaseerd). 

De bergen en de plateaus worden afgewisseld door vruchtbare valleien, zoals Gudbrandsdalen, en door snelle rivieren, die hydro-elektrische energie leveren. De rivier de Glomma, ook bekend als Glåma, in het zuiden, is de langste rivier. Vanwege zijn ligging aan de Atlantische Oceaan aan het einde van de warme Golfstroom heeft Noorwegen een mild en vochtig klimaat. De hele kust is het hele jaar door ijsvrij.
De grootste steden bevinden zich hoofdzakelijk langs de kust, vooral in de zuidelijke helft. Oslo, de hoofdstad, is met circa 700.000 inwoners ook de grootste stad. Andere grote steden zijn Bergen, Stavanger, Trondheim, Drammen. Tromsø (ca. 75.000 inwoners) is een van de grootste steden boven de poolcirkel.
Er zijn 47 nationale parken in Noorwegen, waarvan zeven op Spitsbergen. Bekende nationale parken zijn onder meer Børgefjell, Dovrefjell-Sunndalsfjella, Folgefonna, Hardangervidda, Jostedalsbreen, Jotunheimen, Anárjohka, Rondane en Stabbursdalen.

### Klimaat

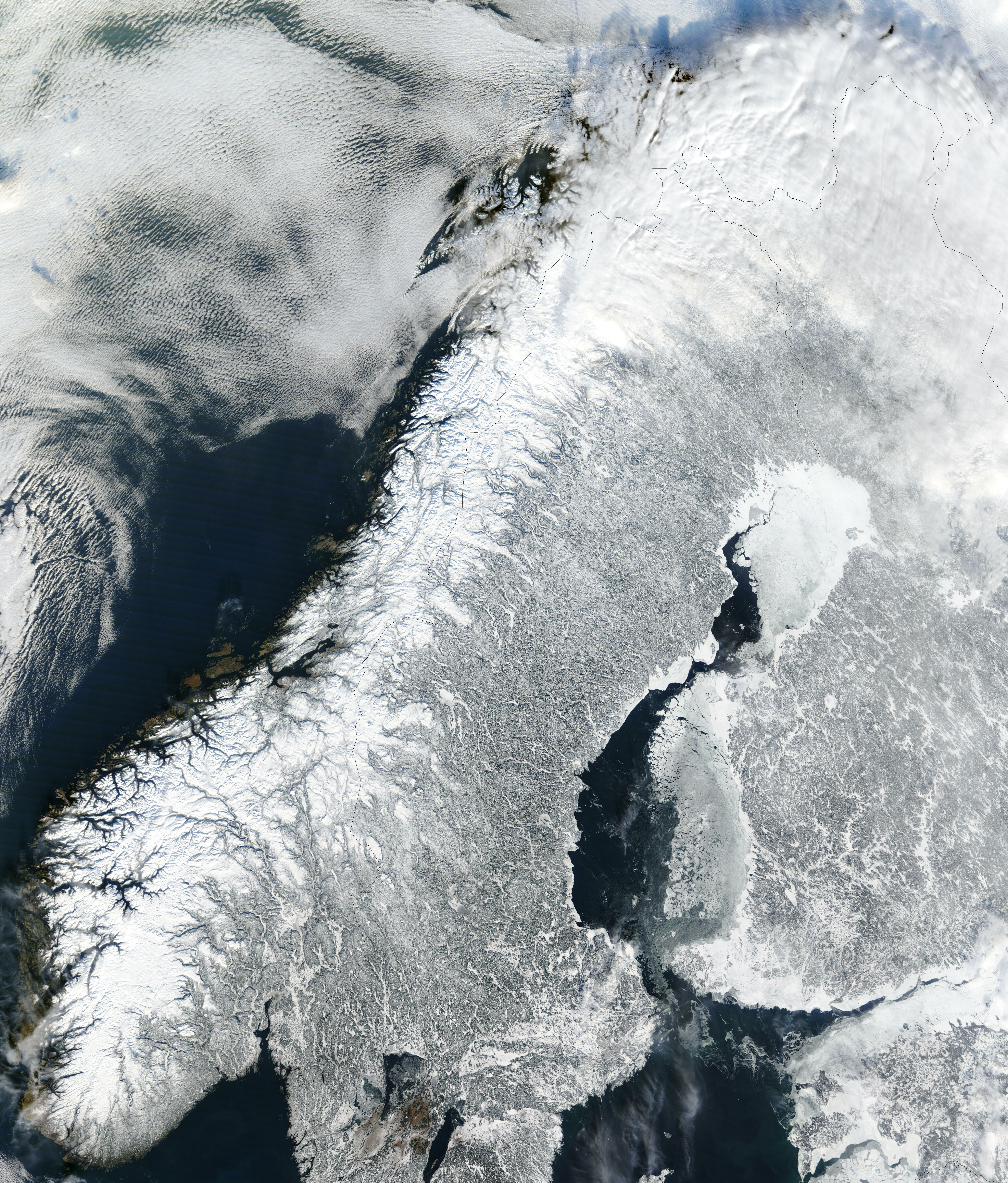
Satellietbeeld van Noorwegen in de winter

Er zijn verschillende klimaten in Noorwegen. De westkust, het fjordengebied, heeft een zacht gematigd zeeklimaat, iets koeler dan Nederland en Vlaanderen. In het hoge noorden heerst een toendraklimaat. Ten oosten van de bergketens heerst een landklimaat. In sommige gebieden in de westelijke fjorden en het midden valt meer dan 4000 mm neerslag per jaar, terwijl de neerslag in het noorden en achter de bergen niet meer dan 600 mm per jaar bedraagt.

### Geologie
Tijdens het Precambrium lag Noorwegen op een enorm continent. Zo'n 600 miljoen jaar geleden brak dit continent uit elkaar. Er zijn in Noorwegen nog sporen te vinden van die periode, verschillende kloven en meren in het oosten van het land wijzen op verzonken stukken land. Gletsjers en water zorgden door erosie voor het vervlakken van dit gebied.

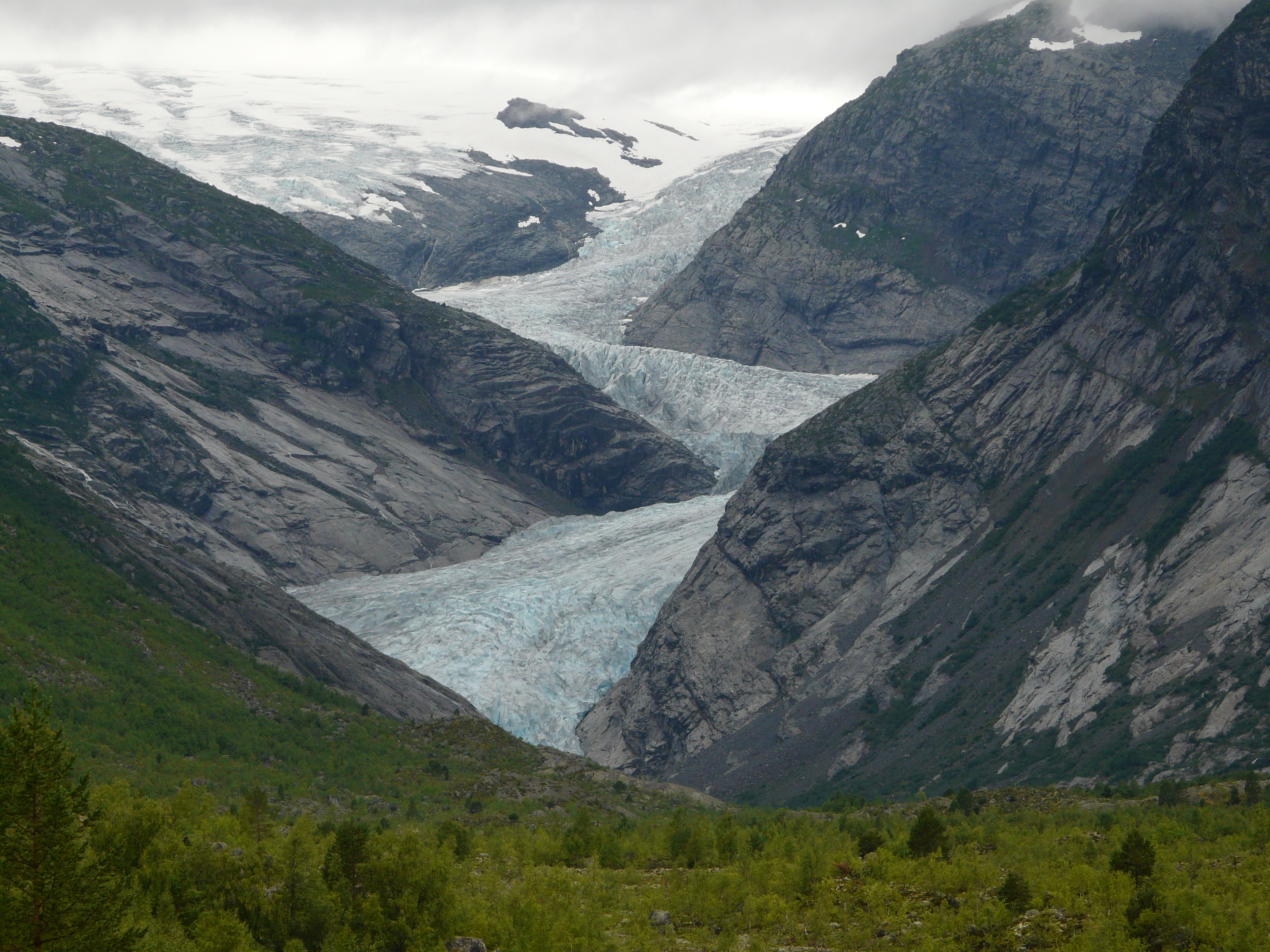
De Jostedalsbreen, de grootste gletsjer op het Europese vasteland

Van het Cambrium tot het midden van het Siluur, zo'n 430 miljoen jaar geleden, lag het Noorse deel van Baltica regelmatig onder water. Dit zorgde voor de afzetting van kalk- en kleisedimenten en dus ook verschillende mariene fossielen, waarvan trilobieten de meest bekende zijn.
Tijdens de Caledonische orogenese, zo'n 500 tot 400 miljoen jaar geleden, botsten Avalonia, Baltica en Laurentia waardoor een gebergte ontstond dat nu in onder andere Groenland, Noorwegen en Schotland ligt. De eerder afgezette lagen in het noorden werden geplooid en op plaatsen waar het gesteente naar beneden plooide (bekken) werden op het gesteente sedimenten afgezet, vooral conglomeraat en zandsteen. Dit laatste was mogelijk doordat het gebied een droge woestijn was. Het oorspronkelijke gesteente in het zuiden onderging een enorme druk, waardoor gneis en ander metamorf gesteente ontstond. Verder wijst de aanwezigheid van graniet op vulkanische activiteiten. Dit geheel botste ten slotte met Gondwana zodat het supercontinent Pangea werd gevormd.
Aan het einde van het Perm brak dit continent en ontstond er een rift, waardoor de ene zijde Noord-Amerika en aan de andere zijde onder meer Scandinavië en Schotland gevormd werden. In de riftvallei kwam (en komt) heel wat magma aan de oppervlakte, vooral in zee (IJsland, Jan Mayen). Aan de randen van de riftvallei steeg de bodem. In het westen van het huidige Noorwegen, waar de kustlijn zich op zo'n rand bevindt, steeg het land tot wel 1000 meter. Dit had als gevolg dat de rivieren de valleien nog meer uitschuurden. Al het geërodeerd materiaal werd voor de kust afgezet.
Tijdens de laatste ijstijd zorgden gletsjers, zeker in de eerder uitgeschuurde valleien, voor enorme U-dalen, morenen en dergelijke. Op sommige plaatsen was het ijspakket tot 3 kilometer dik.
Na de laatste ijstijd steeg de zeespiegel weer, waardoor de fjorden met zeewater gevuld werden.

## Bevolking

Demografische ontwikkeling van Noorwegen

### Samenstelling
Noorwegen heeft ruim vijf miljoen inwoners en kent een vrij snel groeiende bevolking, met name in de regio's Oslo-Akershus en Stavanger. Het aantal stijgt met 0,73% per jaar (2005). Begin jaren 2000 is immigratie verantwoordelijk geweest voor meer dan de helft van de bevolkingstoename. 8,3% van de bevolking bestaat uit immigranten (1 januari 2006). Het land laat slechts een zeer beperkt aantal asielzoekers toe en is bereid om deze mensen zo spoedig mogelijk aan andere landen over te dragen. De grootste immigrantengroepen zijn Pakistani, Zweden en Irakezen.
Het grootste deel van de bevolking woont geconcentreerd langs de zuidelijke kust en de valleien, waar de belangrijkste steden Oslo, Bergen, Stavanger, Kristiansand en Drammen liggen. Verder in het noorden langs de kust Trondheim en in het verre noorden liggen Narvik, Tromsø, Bodø en Hammerfest. De meerderheid van de Noren is van Scandinavische oorsprong, maar in de noordelijke provincies Finnmark en Troms is er een gemengde bevolking van Noren, Saami en een Finse minderheid (Kvenen). Het verschilt van plek tot plek waar welke bevolkingsgroep domineert.

### Religie

Religies in Noorwegen (2010)

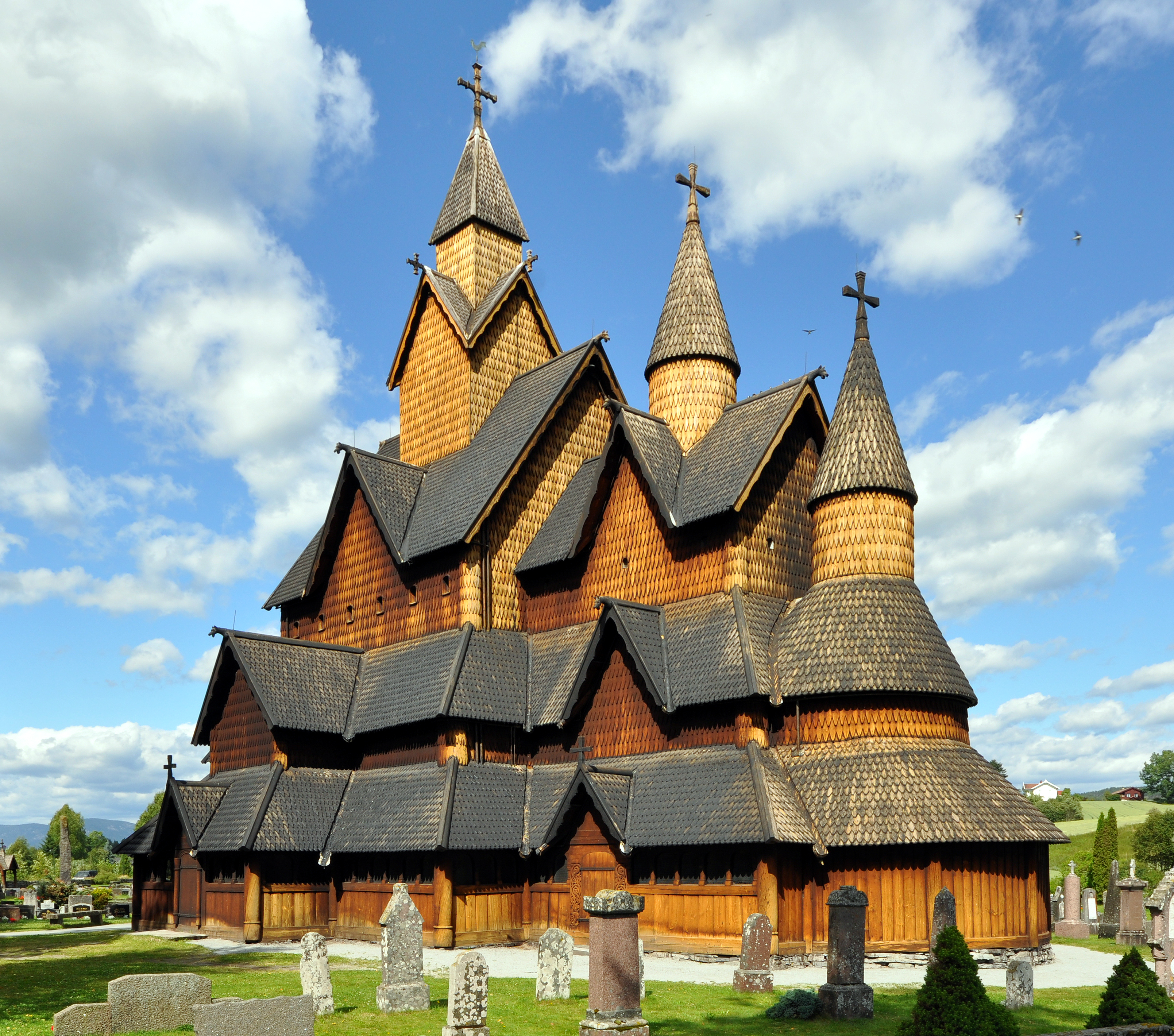
De staafkerk van Heddal

De Lutherse Kerk was tot 21 mei 2012 de staatskerk. De negen bisschoppen en andere geestelijkheid van de Lutherse Kerk werden door de koning benoemd. Sinds de Lutherse Kerk zijn bevoorrechte positie verloor, is het aantal aanhangers gedaald naar 3,686 miljoen. Met 83.684 aanhangers vormen de moslims de op een na grootste religie in Noorwegen. Van de Noorse bevolking beschouwde in 2010 31,4% zich als luthers, 1,1% zei een andere christelijke stroming aan te houden, 2,6% beleed een ander geloof en 64,9% gaf aan in het geheel geen religie te hebben.
Zie ook het artikel 'Bibelbeltet', over het Noorse equivalent van de Nederlandse 'Bijbelgordel'.
Een christelijke stroming die in Noorwegen is ontstaan, is die van de Noorse broeders.

### Taal
De overgrote meerderheid van de Noren spreekt Noors. De Samische minderheid spreekt daarnaast ook haar eigen taal, het Samisch. In het uiterste noorden, in de gemeenten nabij de Finse grens, wordt Kveens gesproken. Het geschreven Noors heeft twee officiële varianten: het Bokmål, dat uit het Deens voortkomt, en het Nynorsk, dat op basis van Noorse dialecten is gevormd. Gemeenten en fylker ('provincies') kunnen een voorkeur voor een målform uitspreken.

## Politiek

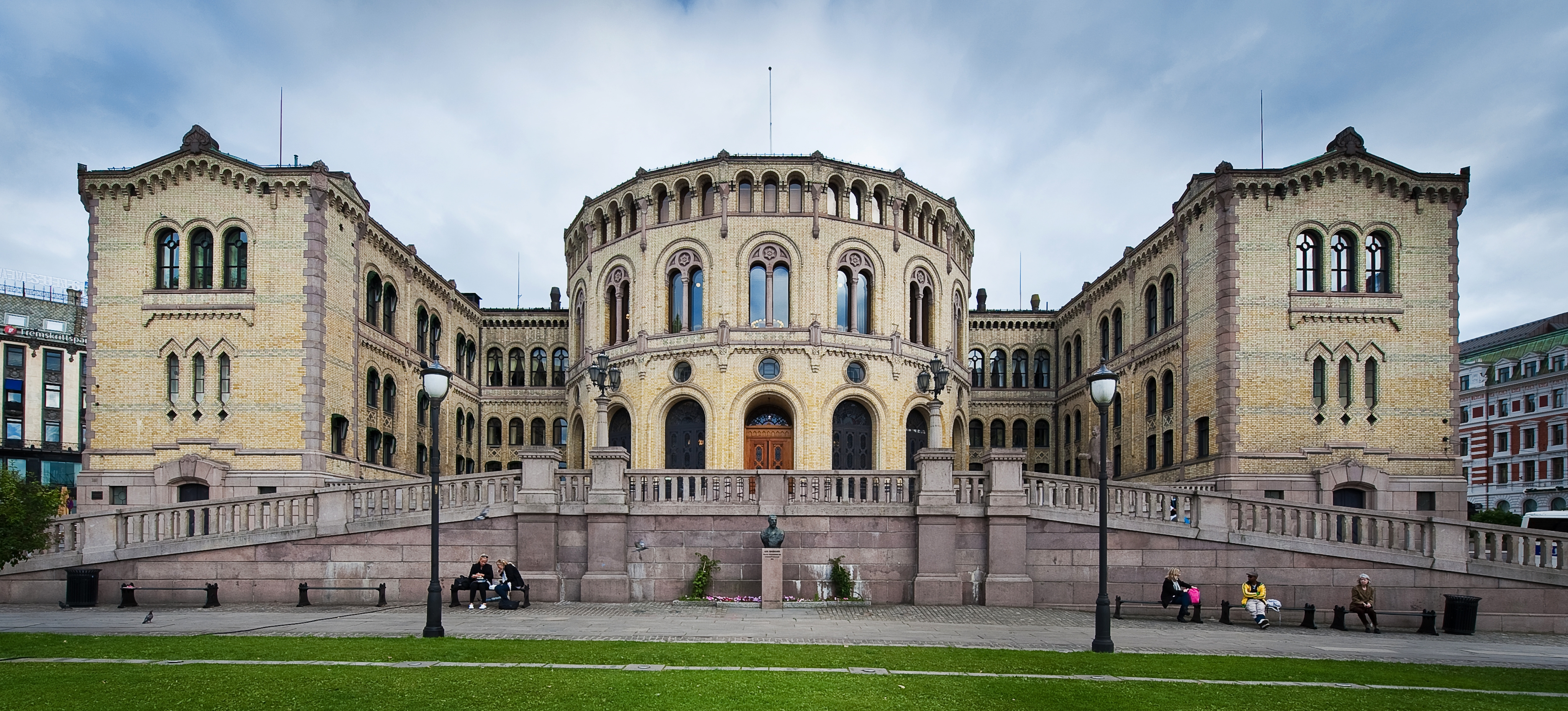
Het Storting, het Noorse parlement

Noorwegen is een constitutionele monarchie. Sinds 1991 is Harald V de koning van Noorwegen. De uitvoerende macht, hoewel deze in naam bij de monarch ligt, wordt door een Raad van Ministers uitgeoefend die door de premier wordt geleid. De wetgevende macht wordt bekleed in het 169 leden tellende parlement of Storting. Het parlement wordt iedere vier jaar gekozen in september. Noorwegen kent geen tussentijdse verkiezingen.
De meest recente parlementsverkiezingen vonden plaats in 2021, waarna door de Arbeiderspartij en de Centrumpartij een minderheidsregering werd gevormd: het kabinet-Støre onder leiding van premier Jonas Gahr Støre. Deze twee coalitiepartijen maakten tussen 2005 en 2013, samen met de Linkse Socialistische Partij, ook al deel uit van de regering, toen met Jens Stoltenberg als premier. Tussen 2013 en 2021 werd Noorwegen geleid door een conservatief kabinet waarvan Høyre de belangrijkste partij was en Erna Solberg de minister-president.

## Bestuur
Noorwegen is ingedeeld in fylker en gemeenten. Tot 2018 telde het land negentien fylker. Daarna vonden in 2020 en 2024 nog enkele grondige herindelingen plaats, waardoor Noorwegen vanaf 2024 vijftien provincies telt. De provincies worden bestuurd door een gekozen bestuur. De verkiezingen daarvoor vinden om de vier jaar plaats tegelijk met de verkiezingen voor de gemeentebesturen. De hoofdstad Oslo heeft zowel de bevoegdheden van een gemeente als van een provincie.

## Economie

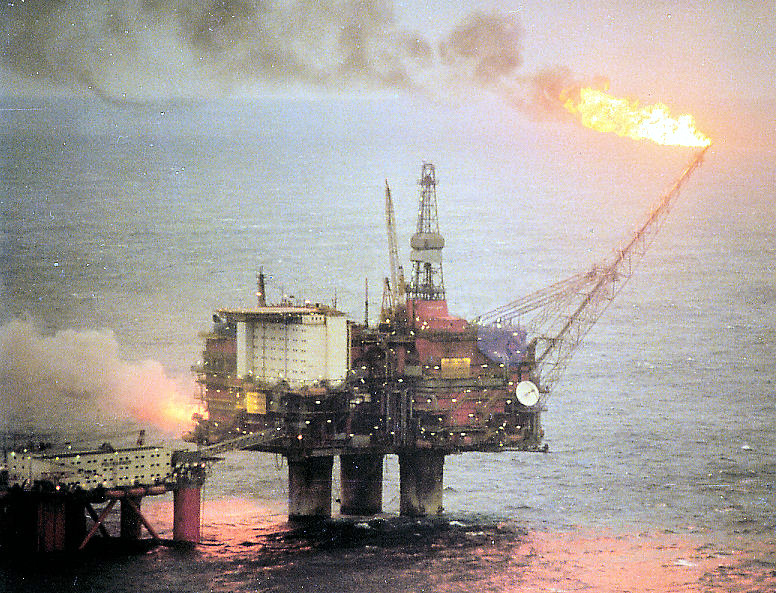
De olieproductie is een belangrijk onderdeel van de Noorse economie

Exportproducten van Noorwegen in 2019 naar geldwaarde

Bijna driekwart van het Noorse grondgebied is niet bruikbaar voor economische activiteiten. Minder dan 4% is gecultiveerd. Het land importeert meer dan 50% van zijn voedsel. De enorme bergweiden worden gebruikt voor het houden van rundvee en schapen en in het noorden, voor rendieren. Ongeveer een kwart van Noorwegen is bebost; hout is een belangrijke natuurlijke rijkdom en is de grondstof voor belangrijke industrieën. De visserij (in het bijzonder op kabeljauw, haring en makreel) is belangrijk, maar vormt slechts 0,5% van het Noorse bnp. Verse, ingeblikte en gezouten vis wordt uitgevoerd naar de hele wereld. Noorwegen is een van de weinige landen van waaruit walvisvaart plaatsvindt.
De belangrijkste industrieën van het land zijn aardolie- en aardgasproductie, de scheepvaart en handel. Sinds de ontdekking van het Ekofisk-veld in 1969 zijn de aardolie- en aardgasindustrieën essentieel voor de economie van Noorwegen. In 2012 was Noorwegen de op twee na grootste exporteur van aardgas en stond het land op nummer 10 van de lijst van grootste olie-exporteurs. Sinds het begin van de energiewinning op zee heeft het een totale bijdrage geleverd van NOK 11.000 miljard aan het Noorse bruto binnenlands product (bbp).
In 2013 was het aandeel van de petroleumsector een vijfde in het totale bbp, bijna een derde van de totale overheidsinkomsten en was het de helft van alle exportopbrengsten. De overheid stopt de inkomsten van de petroleumsector in een apart fonds. Eind 2013 had dit fonds een vermogen van 5000 miljard Noorse kronen ofwel circa 1 miljoen per Noor. Op 19 september 2017 bereikte het fonds volgens Bloomberg een waarde van 1.000 miljard Amerikaanse dollar. Deze industrietak zorgt voor werkgelegenheid, maar ook verhoogde inflatie en een kwetsbaarheid voor schommelingen in de wereldaardoliemarkt (het grootste deel van de olie en het gas wordt uitgevoerd). Andere delfstoffen die worden ontgonnen zijn pyriet, graniet, koper, titanium, ijzererts en in mindere mate steenkool, zink en lood. Noorwegen produceert nikkel, aluminium, ijzerlegeringen en half afgewerkt staal.
Verder zijn voedselproductie, houtpulp en papier, elektrochemische en scheepsbouwindustrieën belangrijk voor de economie. De grote Noorse koopvaardijvloot verscheept een groot deel van de wereldhandel.
De belangrijkste handelspartners zijn het Verenigd Koninkrijk, Duitsland en Zweden.

### Energievoorziening
Olie en gas vormen een pijler van de Noorse economie. Bijna alle elektriciteit in het land wordt geleverd door waterkrachtcentrales en het land voert eveneens elektriciteit uit. De NorNed-kabel transporteert stroom tussen Noorwegen en Nederland. Noorwegen produceerde 196 miljoen ton olie-equivalent (Mtoe, 1 Mtoe = 11,63 TWh) in 2014, 93% was olie en gas, 7% was duurzame energie. Een klein deel werd gebruikt voor de nationale energievoorziening, het TPES (total primary energy supply) was 29 Mtoe. Het land exporteerde 166 Mtoe fossiele brandstof meer dan het importeerde.
Van de energie ging ongeveer 9 Mtoe verloren bij conversieprocessen in de energie-industrie en 2 Mtoe werd gebruikt voor niet-energetische producten zoals smeermiddelen, asfalt en petrochemicaliën. Voor eindgebruikers resteerde 18 Mtoe waarvan 9,3 Mtoe aan elektriciteit die voor 96% met waterkracht opgewekt werd. De uitstoot van kooldioxide was 35 megaton, dat is 6,9 ton per persoon. Het wereldgemiddelde was 4,5 ton per persoon.
Om de CO2-uitstoot te verminderen wordt elektrisch rijden aangemoedigd. 29,1 procent van de in 2016 verkochte auto's was elektrisch.

### Vervoer
De natuurlijke omstandigheden van het land hebben een grote invloed op de infrastructuur. Langs de westkust zijn verbindingen vaak afhankelijk van veerboten, hoewel er steeds meer tunnels en bruggen gebouwd worden. Ook voor de verbindingen tussen de kust en het centrum van het land zijn vaak tunnels nodig, de bij opening langste tunnel in Europa, Lærdalstunnel, verbindt Oslo met Bergen.

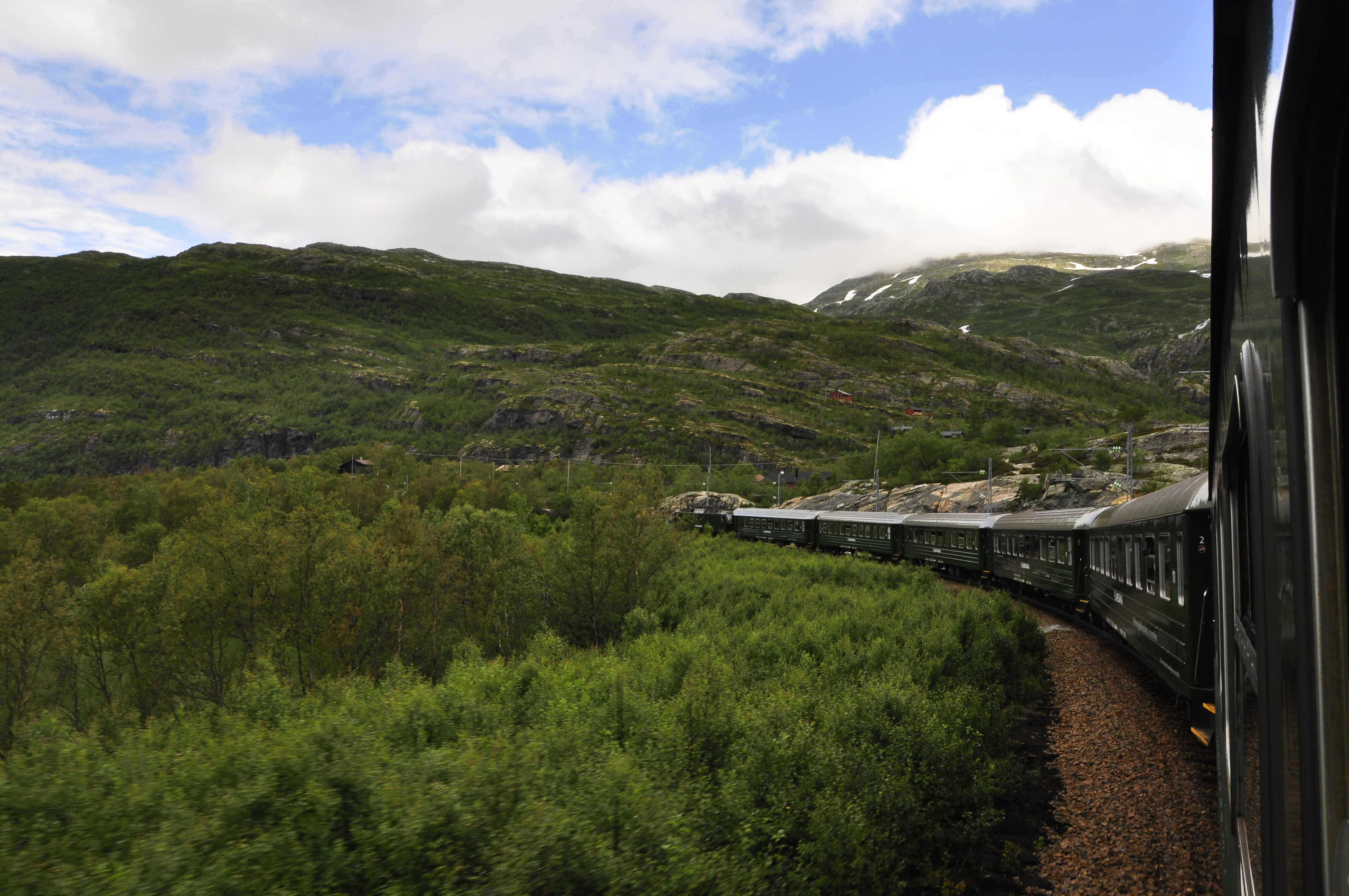
De Flåmsbana

Autosnelwegen komen weinig voor. Rondom de grote steden zijn de wegen goed te noemen, maar de rijks- en regionale wegen zijn vaak slecht onderhouden en de wegen lijden onder winterse condities. De wegen zijn vaak niet breed en de maximale snelheid ligt meestal op 80 km per uur. Gezien de natuur in Noorwegen dient men rekening te houden met groot wild (zoals elanden en herten), dat plotseling de weg kan oversteken en het gebeurt geregeld dat schapen de wegen versperren. Veel wegen zijn tolwegen. De tol wordt geïnd bij een bomstasjon. Een groot aantal steden is omringd door zulke tolpoorten, met de inkomsten wordt de plaatselijke infrastructuur uitgebouwd. Er zijn diverse toeristisch interessante wegen (nationale toeristenweg) zoals de Peer Gyntweg, Atlantische weg, Trollstigen, Lysebotnvegen, Jotunheimvegen, Gamle Strynefjellsvegen, Kystsriksveien en Sognefjellsweg. Sommige zijn alleen in de zomer geopend wanneer de wegen sneeuwvrij zijn.
De Nationale fietsroutes van Noorwegen vormen een netwerk van negen fietsroutes.

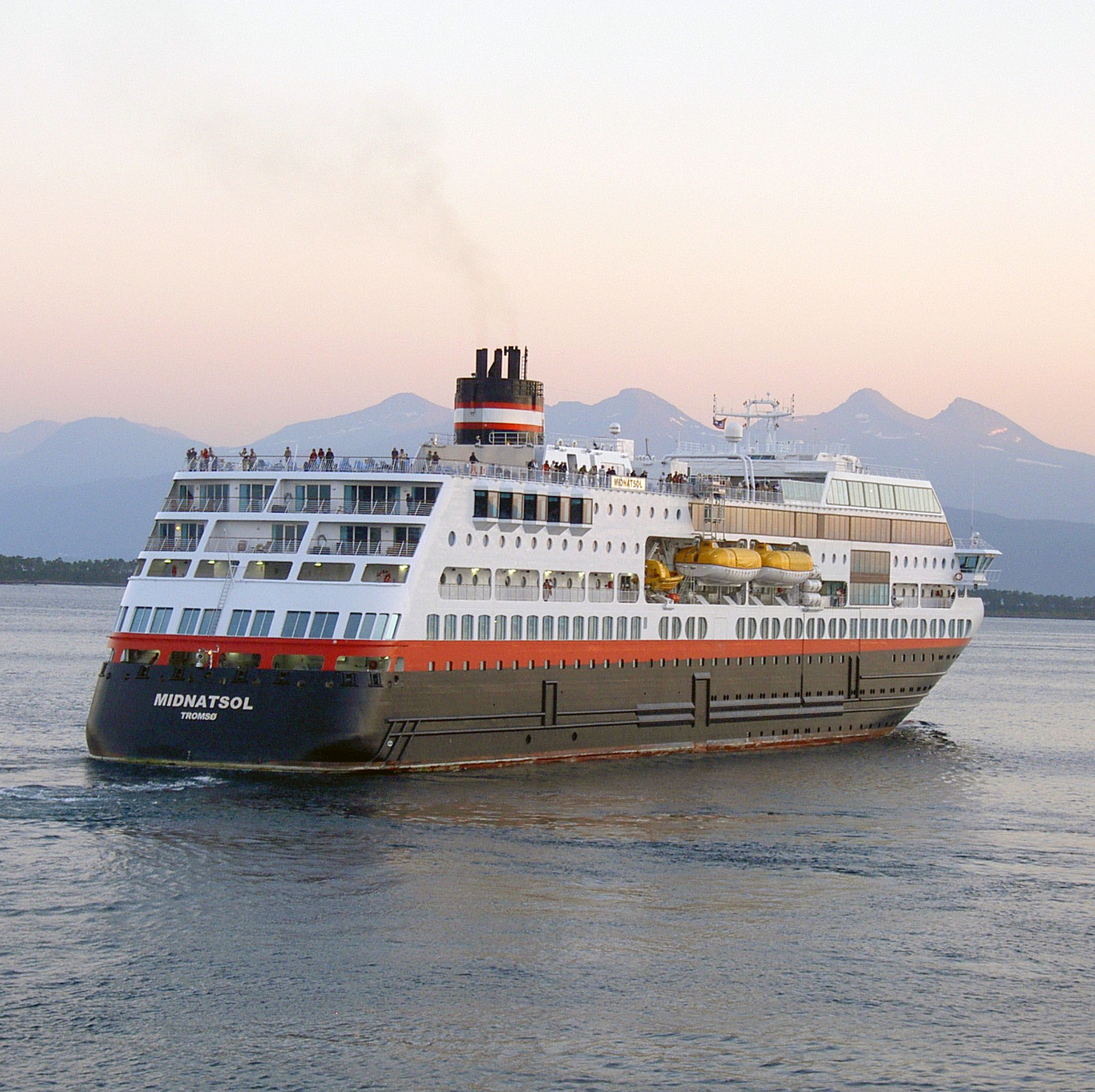
MS Midnatsol van de Hurtigruten

Het spoorwegennet bestaat voornamelijk uit verbindingen tussen Oslo en een aantal grotere plaatsen. De langste lijn is de Nordlandsbanen naar Bodø. Ook is er de Bergensbanen naar Bergen. Internationale verbindingen zijn er van Oslo naar Stockholm en Göteborg en van Trondheim - naar Sundsvall. In het noorden van het land is Narvik, dat niet is aangesloten op het Noorse spoorwegennet, verbonden met Kiruna in Zweden. De Flåmsbana staat bekend als een van de mooiste spoorwegen van Noorwegen.
De belangrijkste luchthaven is Oslo Gardermoen, ten noorden van Oslo. Gardermoen is zowel voor buitenlandse vluchten als voor binnenlandse vluchten het centrum. De belangrijkste maatschappijen zijn SAS en concurrent Norwegian. Het binnenlandse net is zeer uitgebreid. Met name in het noorden van het land liggen veel vliegvelden met een betrekkelijk korte landingsbaan. De vliegvelden van Bodø en Tromsø vervullen hier een hubfunctie. De binnenlandse vluchten worden uitgevoerd door Widerøe. Naast Oslo hebben Bergen, Stavanger, Trondheim, Sandefjord en Kristiansand vliegverbindingen met de grotere Europese steden.
De Hurtigruten is een veerdienst die van Bergen naar Kirkenes langs de Noorse kust voert. Ook met buitenlandse bestemmingen worden veerdiensten onderhouden: vanuit Hanstholm in Denemarken naar Egersund, Stavanger en Bergen; vanuit Hirtshals naar Kristiansand, Bergen en Larvik; vanuit Kiel in Duitsland naar Oslo; en vanuit Fredrikshavn in Denemarken naar Oslo.

### Toerisme

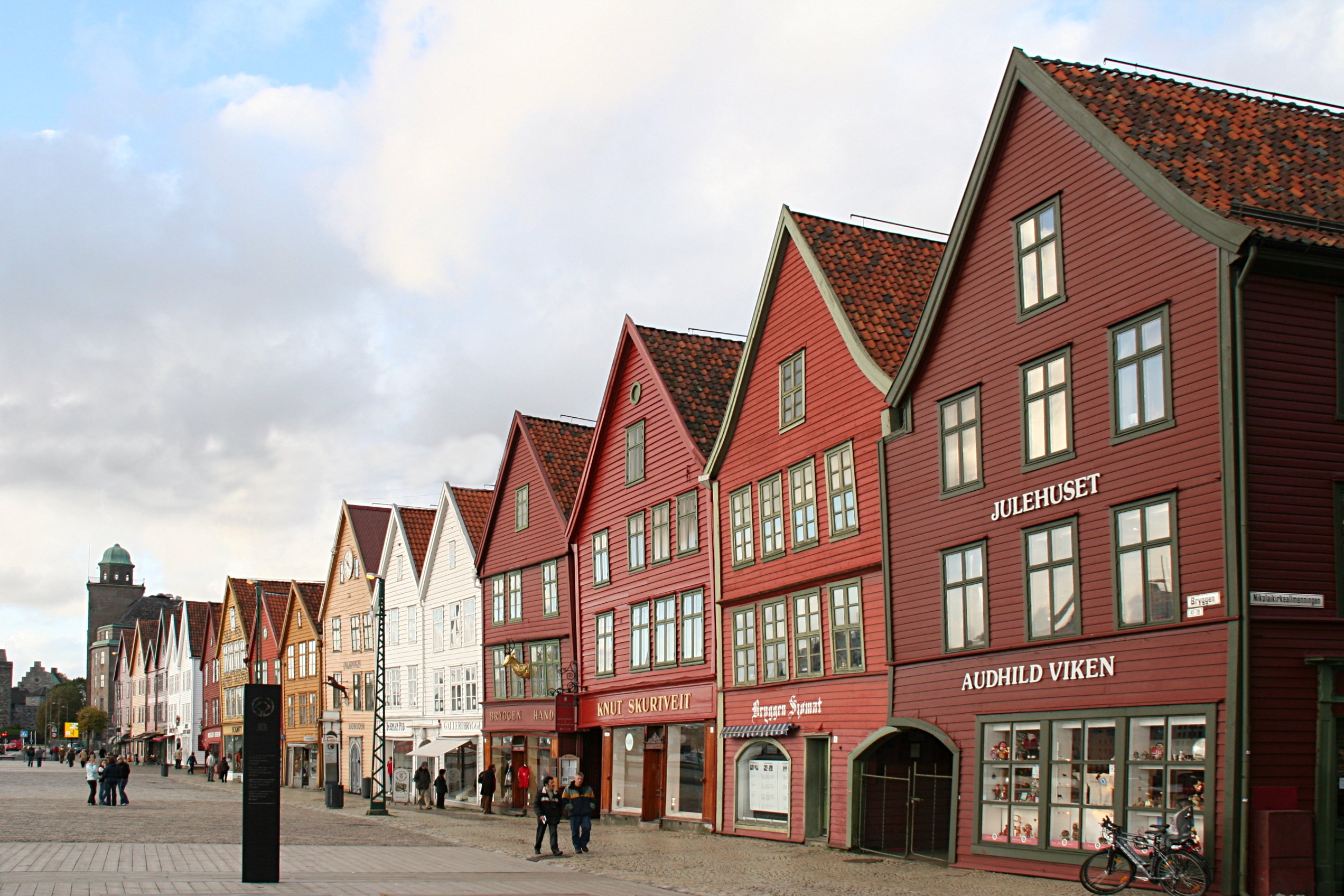
De handelskade Bryggen in Bergen staat op de UNESCO-werelderfgoedlijst

De fjorden en de middernachtzon in het verre noorden trekken vele toeristen aan.
Enkele populaire toeristische bestemmingen in Noorwegen zijn:
- de staafkerken zoals de staafkerk van Urnes (sinds 1979 op de Werelderfgoedlijst), de staafkerk van Borgund en de staafkerk van Heddal
- Bryggen, de middeleeuwse haven van Bergen (sinds 1979 op de Werelderfgoedlijst)
- de Rotskunst van Alta (sinds 1985 op de Werelderfgoedlijst)
- Oslo met het Vikingskipshuset (waar opgegraven Vikingschepen worden tentoongesteld), het MUNCH, het Nationaal Museum voor Kunst, Architectuur en Design, het Frammuseum, het Kon-Tiki Museum, het Operahuis, de Vigelandpark-beeldentuin en het kasteel Akershus
- het fjordengebied in het westen met onder andere de Geirangerfjord en de Nærøyfjord (op de Werelderfgoedlijst)
- Flåmsbana, de spoorbaan van Flåm, een van de steilste treintrajecten ter wereld
- de Nidaros-domkerk in Trondheim
- Preikestolen, een hoge rots boven de Lysefjord in Forsand
- het openluchtmuseum Maihaugen, met 185 gebouwen het grootste openluchtmuseum van Noorwegen, waaronder de Staafkerk van Garmo uit 1150
- de Noordkaap
- de 47 nationale parken
- de 18 nationale toeristenwegen
- de met een rode 'T' gemarkeerde wandelroutes van Den Norske Turistforening

## Cultuur

### Nationale feestdag

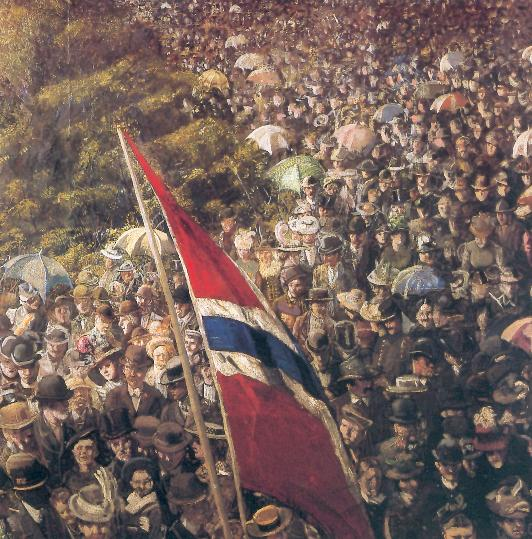
17 mei 1893

De nationale feestdag van Noorwegen is op 17 mei (Noors: Grunnlovsdagen, of ook wel syttende mai wat zeventiende mei betekent) en is gewijd aan de Noorse Grondwet. Op die dag werd in 1814 de Noorse grondwet bekrachtigd. Overal in het land vinden die dag kinderparades plaats. De viering in Oslo wordt bijgewoond door de koninklijke familie. Het enige militaire element van de dag wordt verzorgd door de blaaskapel van de koninklijke wacht, die door de straten van Oslo marcheert. Op 23 juni vieren de Noren Jonsok (Sint Jans ontwaken), het begin van de zomer.

### Literatuur

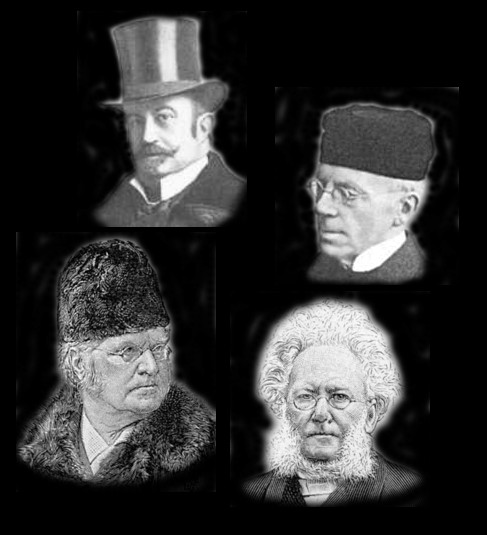
"De Grote Vier" van de Noorse Letterkunde, met de klok mee vanaf links boven: Kielland, Lie, Ibsen, Bjørnson

### Muziek

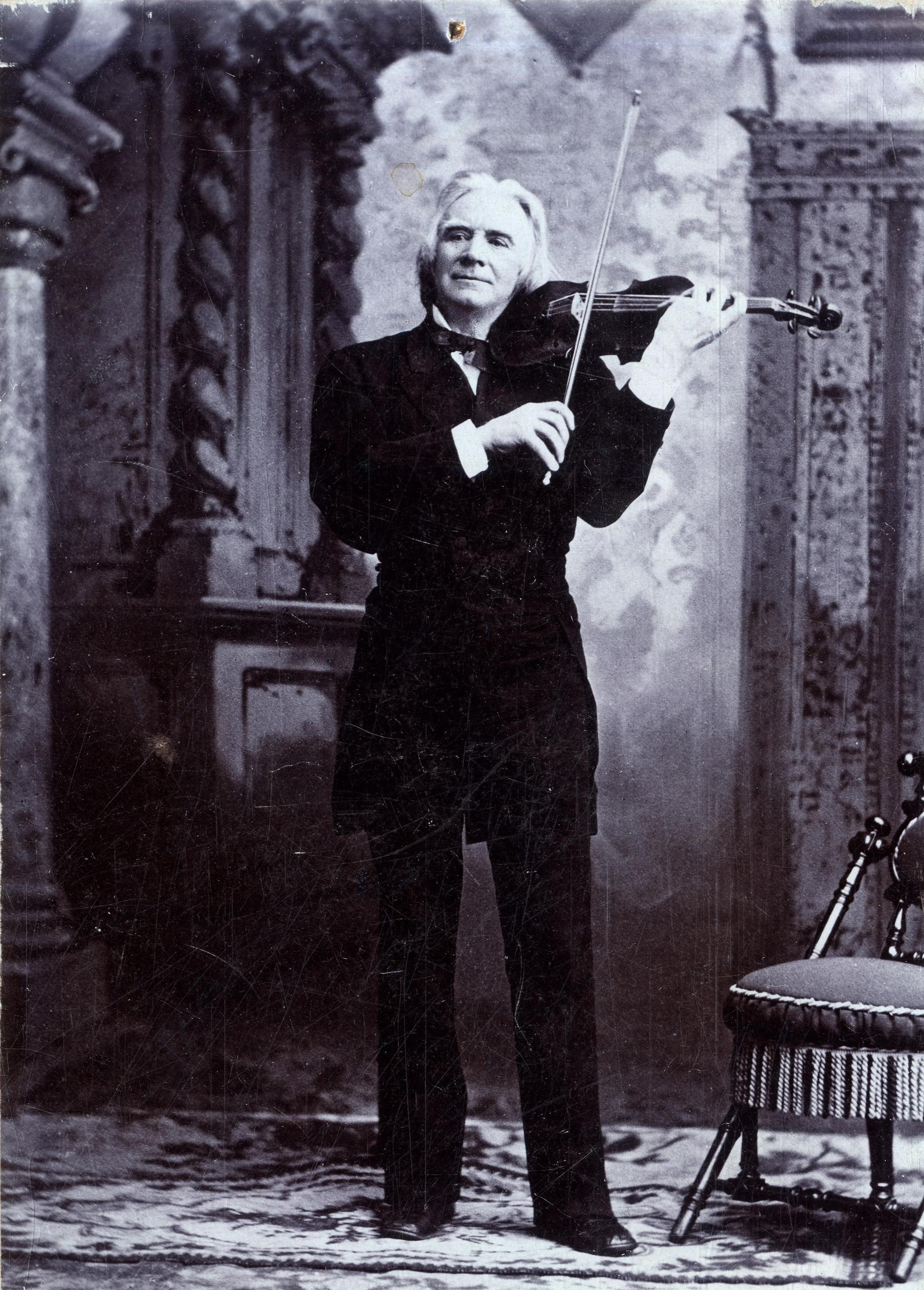
De romantische componist Ole Bull met zijn viool

De Noorse muziektraditie is sterk verbonden met die van de andere Scandinavische landen, met name met die van Denemarken, waarmee het land enkele eeuwen een unie vormde. Tot en met de achttiende eeuw had de folkloristische muziek in Noorwegen de overhand. Pas vanaf de onafhankelijkheid van Noorwegen zochten en vonden de Noren aansluiting bij een meer Europese muziektraditie. Voor wat betreft de folkloristische muziek dient onderscheid gemaakt te worden tussen de muziek van de Noren en die van de Saami. De Noorse folkmuziek wordt gekenmerkt door begeleide zang, terwijl die van de Saami meestal a capella is. Een typisch voorbeeld van Noorse muziek is de kveding, een soort geïmproviseerde - vaak hoofse - ballade. Muziek van de Saami is bijvoorbeeld de joik, een vaak slechts door tamboerijn begeleid lied dat tracht de essentie van een persoon, een dier of een toestand te bezingen.
De eerste bekende Noorse componist was de violist Ole Bull (1810-1880), die als violist bekendstond als de Paganini van het Noorden. Zijn romantische composities waren geïnsprieerd op de folkloristische muziek en inspireerden op hun beurt de grootste Noorse componist, Edvard Grieg (1843-1907). De negentiende eeuw geldt als de gouden eeuw van de Noorse muziek. Tijdgenoten van Bull waren de organist Ludvig Mathias Lindeman, die een compendium van de Noorse volksmuziek maakte, en Halfdan Kjerulf (1815-1868). Grieg en Johan Svendsen (1840-1911) waren evenwel de grootste namen van de Noorse Gouden eeuw. Had de Noorse muziek voor de Tweede Wereldoorlog nog vaak een nationalistisch Noords karakter, nadien werd de Noorse muziek steeds internationaler georiënteerd. Componisten als Knut Nystedt en Egil Hovland lieten zich inspireren door Franse en Amerikaanse collega's.
In recente jaren is Noorwegen een vooraanstaand land op het gebied van jazz geworden. Een van de pioniers van de Noorse jazz is de saxofonist Jan Garbarek, die een verbinding wist te leggen tussen Noorse traditionele muziek en de jazz enerzijds en anderzijds tussen de jazz en de elektronische muziek. Een andere bekende naam uit de Noorse jazz is Terje Rypdal, een buitengewoon productieve gitarist. De (bas)gitarist Eivind Aarset beweegt zich op het grensgebied van de jazz en de rock. In Noorwegen vindt ook een aantal toonaangevende jazzfestivals plaats, zoals het Molde International Jazz Festival, het Oslo Jazz Festival, Vossa Jazz en Trondheim Jazz Festival. In november 2008 wijdde het London Jazz Festival een retrospectief aan de Noorse jazzscene.
De Noorse black metal wordt gezien als een van de belangrijkste ter wereld. In het begin van de jaren 90 ontstond er een grote blackmetalscene in Noorwegen. Black metal wordt beschouwd als het belangrijkste muzikale exportproduct van het land. Belangrijke Noorse groepen zijn Darkthrone, Immortal, Emperor, Mayhem en Burzum. Deze muziekcultuur kwam vaak negatief in beeld door talrijke incidenten, waaronder kerkverbrandingen.

### Onderwijs
Het Noorse onderwijs heeft wereldwijd gezien een hoog aanzien. De basisopleiding is gratis en er geldt een leerplicht voor kinderen van 6 tot 16 jaar. Universiteiten liggen in Oslo (opgericht in 1811), Ås (opgericht in 1859), Bergen (opgericht in 1946), Trondheim (opgericht in 1910), Tromsø (opgericht in 1972), Stavanger (opgericht in 2005), Kristiansand (opgericht in 2007) en Bodø (2016).

### Sport

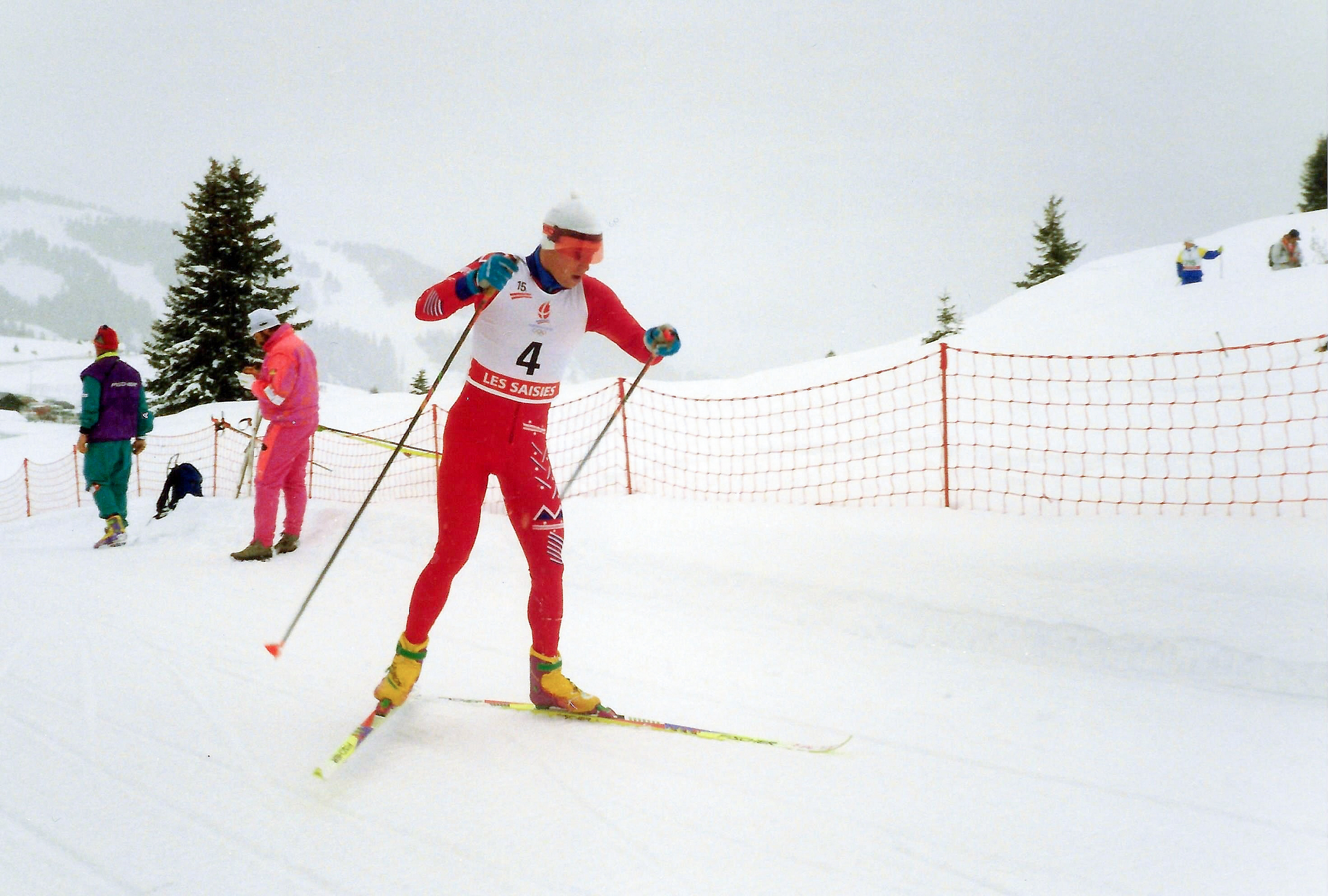
Langlauflegende Bjørn Dæhlie

Sport speelt in Noorwegen een grote rol. Het land heeft met name bij de wintersporten een rijke sportgeschiedenis. Belangrijkste wintersport is langlaufen, met als absolute ster Bjørn Dæhlie. Ook alpineskiën is populair, hoewel het land in die sport beduidend minder successen heeft behaald. Historisch is ook schaatsen een grote sport, maar het uitblijven van aansprekende resultaten heeft de populariteit van die sport geen goed gedaan. Noorwegen organiseerde de Olympische Winterspelen in 1952 (Oslo) en 1994 (Lillehammer). Op de Olympische Winterspelen 2022 te Peking won Noorwegen het medailleklassement.
Belangrijkste zomersport is ook in Noorwegen het voetbal. Bij de mannen is de positie van het land bescheiden, bij de vrouwen hoort Noorwegen tot de wereldtop. Belangrijkste zaalsport is handbal. Ook unihockey, een vorm van zaalhockey en volleybal zijn snel in populariteit groeiende sporten.

### Media
Noorwegen telt anno 2020 nog zes landelijke dagbladen:Aftenposten, Dagbladet, Dagens Næringsliv, Dagsavisen, Klassekampen en Verdens Gang. Daarnaast verschijnen in vrijwel iedere provincie een of meer regionale dagbladen. De staatsomroep is NRK; TV2 is een commerciële omroep in Noorwegen. Een meerderheid in het Noors parlement (Storting) heeft beslist dat alle belastingslijsten van alle inwoners openbaar toegankelijk moeten zijn op internet. Ook kranten mogen deze informatie vrijgeven. Deze lijsten bevatten de gedetailleerde inkomens alsook de vermogens van eenieder (met volledige naam en adres). Onder de Noren is er hiertegen een groeiend verzet, maar vooralsnog zonder resultaat.